# Les Notes parfaites
Pour plus de détails, voir Fiche technique et Distribution.
Les Notes parfaites (The Perfect Score) est un film américain de 2004 réalisé par Brian Robbins.

## Synopsis
Un groupe de six adolescents décide de voler les résultats du test SAT. Ils ont chacun une raison qui leur est propre de vouloir voler ces résultats mais visent tous un même but : accéder à l'université de leur choix.
Le groupe est composé de Kyle, instigateur du projet ; il veut arriver à être accepté à l'université Cornell, l'école qui lui permettra de faire des études d'architecte, ce dont il rêve depuis ses sept ans. Matty, le meilleur ami de Kyle est celui avec qui ce dernier met au point les bases de leur forfait. Matty veut réussir le test pour rejoindre sa copine à l'université du Maryland. Les deux compères ont besoin de l'aide de Francesca, fille du propriétaire de l'immeuble dans lequel les résultats du test sont gardés. Roy les rejoint ensuite par accident car il entend une conversation entre Matty et Kyle dans les toilettes à propos du fait que Kyle a proposé à Anna Ross. Anna est la deuxième au classement des élèves mais n'arrive jamais à terminer le test du S.A.T. Le dernier membre du groupe est Desmond, joueur vedette de l'équipe de basketball de l'école, il a besoin de réussir le S.A.T. avec un minimum de 900 pour pouvoir aller étudier à la Saint John's University de New York.
Après une première tentative de vol ratée, ils mettront tout en œuvre pour arriver à leurs fins, chacun étant complémentaire et indispensable à la réalisation finale de leur grand projet.

## Fiche technique
- Titre original : The Perfect Score
- Sociétés de distribution : Paramount Pictures
- Langue : anglais

## Distribution
- Chris Evans (VF : Alexis Tomassian) : Kyle
- Bryan Greenberg (VF : Pascal Grull) : Matty
- Scarlett Johansson (VF : Dorothée Pousséo) : Francesca Curtis
- Erika Christensen : Anna Ross
- Matthew Lillard (VF : Christophe Lemoine) : Le frère de Kyle
- Leonardo Nam (VF : Donald Reignoux) : Roy
- Darius Miles (VF : Emmanuel Garijo) : Desmond Rhodes